# Александрион
Александрио́н (греч. Ἀλεξάνδρειον, лат. Alexandrium); другое название Са́ртаба (ивр. סרטבה‎, араб.: Карн Сартаба) — хасмонейская крепость на вершине конусообразной горы в Иорданской долине, в 6 км к западу от моста Адам (Дамия). Высота – 377 м над уровнем моря и 600 м над долиной.

## Название
Крепость построена ок. 90 года до н. э. иудейским царём Александром Яннаем и, по-видимому, была названа в его честь. В Мишне и Талмуде упоминается как Сартева. Некоторые учёные отождествляют Сартабу с фигурирующим в Библии Цартаном, в «окрестности Иордана» (Нав. 3:16; 3Цар. 4:12, 3Цар. 7:46).

## История
Александрион упоминает Страбон, перечисляя хасмонейские крепости в Иудее. Иосиф Флавий впервые говорит об этой крепости, описывая события 63 года до н. э.:

Помпей выступил с римскими легионами и многими  войсками из Сирии против Аристобула; он уже минул Пеллу и Скифополис и достиг Кореи — пограничного города Иудеи‚ — как узнал вдруг‚ что Аристобул бежал в Александрион (богатый и укреплённый замок на высокой горной вершине).— Иосиф Флавий, Иудейская война, книга I, 6.5
Крепость расположена на высоте, которая господствует над значительной частью долины Иордана и позволяет контролировать стратегический перекрёсток дорог.
В 57 году до н. э. Александрион осаждал римский полководец Авл Габиний. При этой осаде отличился молодой Марк Антоний, первым поднявшийся на крепостную стену. Здесь были погребены некоторые правители династии Хасмонеев и члены их семейства.
Во времена Ирода Великого крепость была перестроена. В ней царь заключил свою жену Мариамну, заподозренную в кознях против мужа, а затем похоронил там двух своих сыновей, казнённых по обвинению в заговоре против отца.
Согласно Мишне (трактат Рош ха-Шана, 2:4), на горе Сартева зажигался сигнальный огонь для передачи календарных сведений из Иудеи в Вавилонию. Крепость была окончательно разрушена римлянами около 70 года н. э.
Сохранились остатки стен периода Хасмонеев, а также остатки акведука, водохранилищ. В 1981 году во время раскопок была обнаружена горная терраса, а на ней руины дворца Ирода I с мозаичным полом и залом с великолепными колоннами; найденные здесь предметы свидетельствуют о роскоши обстановки; на черепке от кувшина значится имя «Пинхас».
Ныне Керен Сартаба является Национальным парком Израиля. Пока нет приемлемой дороги на вершину горы; проехать можно только на внедорожнике или велосипеде, либо подняться пешком по тропе.

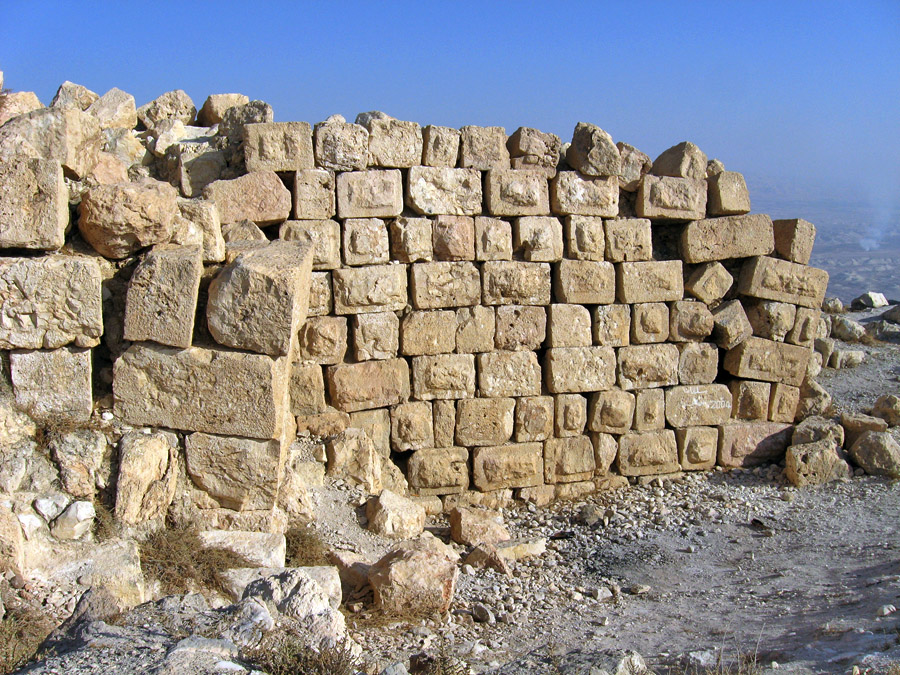
Хасмонейская стена в Александрионе